# Музичка жртва
Музичка жртва (BWV 1079) је колекција канона, фуга и других музичких дела Јохана Себастијана Баха, засновних на музичком мотиву краља Фридриха II Великог, и посвећених краљу. 
Историја овог дела почиње сусретом Баха и Фридриха II 7. маја, 1747. у Потсдаму. Ту је Бахов син, Карл Филип Емануел, радио као дворски музичар. Старији Бах је у своје време био познат по вештини импровизације, а краљ му је задао сложену тему као основу за трогласну и шестогласну фугу. Шестогласну фугу никада раније нико није компоновао, па се сматрало да је овај захтев само краљев хир. Два месеца касније, Бах је објавио збирку мелодија под именом: Музичка жртва. 
Бах је дело посветио Фридриху следећом посветом: Regis Iussu Cantio Et Reliqua Canonica Arte Resoluta (тема коју је задао краљ, са додатком, решена у канонском стилу). Почетна слова ове фразе гласе: RICERCAR, што је старије име за фугу.

### Структура
1. две фуге (Ricercare), у три и шест гласова
2. канонаска фуга (Fuga canonica)
3. девет краћих канона (Canones diversi super Thema Regium)
4. трио-соната за флауту, виолину и басо континуо

Осим сонате, за друге композиције није назначено за које су инструмете превиђене. Најчешће се изводе на инструментима са клавијатуром или их изводе камерни оркестри. 
Фугу у 6 гласова је аранжирао за мали оркестар Антон Веберн 1935. 

### Музичке загонетке
Неки од канона у музичкој жртви описани су само кратком једногласном мелодијом и латинским описом или загонетком. Извођачи овог дела би требало да интерпретирају ово дело вишегласно, истовремено решавајући загонетку. Данас музичари користе пун нотни запис који представља највероватнију варијанту решења Бахових загонетки. 
Један од ових канона загонетки носи упутство in augmentationem (т. ј. продужавајући ноте), уз додатак: Notulis crescentibus crescat Fortuna Regis (нека се краљева срећа увећава како се ноте продужују), док уз канон који се завршава један степен више од своје почетне ноте, стоји: Ascendenteque Modulationis ascendat Gloria Regis (како се модулација повећава, тако нека се увећава краљева слава).